# Myotis aelleni
Myotis aelleni (Baud, 1979) è un pipistrello della famiglia dei Vespertilionidi endemico dell'Argentina.

## Descrizione

### Dimensioni
Pipistrello di piccole dimensioni, con la lunghezza dell'avambraccio tra 37,7 e 41,2 mm.

### Aspetto
La pelliccia è lunga e setosa. Le parti dorsali sono bruno-grigiastre, mentre le parti ventrali sono bruno-giallastre. La base dei peli è ovunque bianca. Le orecchie sono lunghe, nerastre e con la parte terminale del bordo esterno concava. Il trago è ben sviluppato, con il bordo esterno leggermente ondulato. Le membrane alari sono nere e attaccate posteriormente alla base delle dita dei piedi, i quali sono relativamente grandi. La coda è lunga ed inclusa completamente nell'ampio uropatagio, il quale è insolitamente chiaro e ricoperto di piccoli peli biancastri sulla superficie ventrale. Il calcar è ben sviluppato.

## Biologia

### Alimentazione
Si nutre di insetti.

### Riproduzione
Femmine gravide e in allattamento sono state catturate nel mese di dicembre.

## Distribuzione e habitat
Questa specie è conosciuta soltanto dalla serie della descrizione originale catturata in due località dell'Argentina sud-occidentale.
Vive nei boschi a circa 350 metri di altitudine.

## Conservazione
La IUCN Red List, considerata l'incertezza sul suo stato tassonomico, classifica M.aelleni come specie con dati insufficienti (DD).